# Peter Keymeulen
Peter Keymeulen (Aalst, 1 september 1970) is een Vlaams politicus actief voor de Nieuw-Vlaamse Alliantie.
Hij begon zijn politieke carrière in 2002 bij de Nieuw-Vlaamse Alliantie. In 2007 verhuisde hij naar Herselt. De lokale afdeling van de partij in Herselt richtte hij samen met Luc T’Syen op in 2011. Keymeulen werd verkozen als gemeenteraadslid voor de N-VA bij de gemeenteraadsverkiezingen van 2012. Zijn partij behaalde uit het niets negen zetels en was afgetekend de grootste oppositiepartij. Hij was zes jaar de fractievoorzitter van de N-VA en voerde oppositie tegen het bestuur waar CD&V in de gemeente sinds 1989 onafgebroken alleen de meerderheid had gehaald. Hij werd herverkozen bij de gemeenteraadsverkiezingen van 2018 waar de meerderheid van de CD&V was gebroken en vormde een bestuursmeerderheid met de lokale partij Mensen Met Mensen. Zelf werd hij sinds begin 2019 de burgemeester van Herselt, en de voorzitter van het College van burgemeester en schepenen. Hij is daarnaast ook partijvoorzitter in het arrondissement Turnhout.
Bij de gemeenteraadsverkiezingen van oktober 2024 werd CD&V opnieuw de grootste partij. Omdat er geen meerderheid zonder deze partij mogelijk was, kon zijn voorganger Luc Peetermans opnieuw de sjerp opeisen. Wel belandde N-VA mee in de coalitie en werd Keymeulen schepen voor Welzijn.
Keymeulen is gehuwd en vader van drie kinderen. Hij is zaakvoerder van een verzekeringskantoor.